# ワシム・ケダリ・ブリフ
シモ（Simo）ことワシム・ケダリ・ブリフ（Wassim Keddari Boulif、2005年2月3日 - ）は、スペイン・カタルーニャ州タラサ出身のサッカー選手。アル・アラビ・ドーハ所属。ポジションはDF。

## クラブ経歴
カタルーニャ州のタラサに生まれ、RCDエスパニョールのカンテラで育った。2021-22シーズンに16歳ながらBチームで出場機会を掴み始め、2022年9月4日、プリメーラ・ディビシオンのアスレティック・ビルバオ戦にて、後半からケイディ・バレとの途中交代でトップチームデビューを飾った。
2023年8月10日、カタールのアル・アラビ・ドーハへ移籍金450万ユーロで移籍した。